# Taraxacum calcareum
Taraxacum calcareum là một loài thực vật có hoa trong họ Cúc. Loài này được Korol. miêu tả khoa học đầu tiên năm 1940.